# Aboasi
Koordinaten: 5° 18′ N, 1° 8′ W
Aboasi ist ein Ort in der Central Region in Ghana. Er liegt zwischen dem Ort Dunkwa (fünf Kilometer Entfernung) und der Stadt Saltpond sowie Fort Amsterdam. In Aboasi gibt es ein Goldvorkommen. Der Ort wurde bekannt, als dort am 18. Dezember 1836 bei einem großen Erdbeben, dessen Epizentrum in Axim lag, der Tod zahlreicher Minenarbeiter zu beklagen war.